# Pablo Schreiber
Pablo Tell Schreiber (Ymir, Columbia Británica; 26 de abril de 1978) es un actor canadiense-estadounidense conocido por su actuación teatral y por los personajes de Nick Sobotka en la serie The Wire de HBO, del funcionario penitenciario George Mendez, alias "Pornstache", en Orange Is the New Black y por interpretar al asesino y violador en serie, William Lewis en Law & Order: SVU. Estuvo nominado a un Premio Tony por su personaje en la obra de Broadway Awake and Sing!. Además, realizó trabajos en audiolibros. Además, protagonizó la serie de Paramount+, Halo (2022-2024), en el papel de Jefe Maestro (John 117).

## Primeros años
Nació en una comuna hippie en Ymir, Columbia Británica, y posteriormente se mudó a Winlaw, en ese mismo estado, a los seis meses de edad. Su padre, estadounidense, Tell Schreiber, era actor, así como su medio hermano Liev. Su madre, Lorraine Reaveley, es una psicoterapeuta canadiense. Su nombre homenajea al poeta chileno Pablo Neruda, ya que su padre tenía un fuerte interés en la literatura. Sus padres se separaron cuando tenía 12 años de edad, y Schreiber se mudó a Seattle con su padre. Luego de cursar sus estudios secundarios, asistió a la Universidad de San Francisco, con la idea de conseguir un puesto en el equipo de baloncesto. Más tarde fue transferido a la Universidad Carnegie Mellon en Pittsburgh, Pennsylvania y se graduó en el 2000 con un grado académico en teatro.

## Carrera
Participó de las películas The Manchurian Candidate, Lords of Dogtown y Happythankyoumoreplease. Tuvo roles en las series Law & Order: Criminal Intent y Lights Out.
En 2011, protagonizó la obra teatral Gruesome Playground Injuries en el Teatro Second Stage. Formó parte del elenco de la séptima temporada de la serie Weeds como el vendedor de drogas Demetri Ravitch.
En octubre del 2012, le fue otorgado el papel de George "Pornstache" Mendez en la serie Orange Is the New Black. El 26 de febrero de 2013, coprotagonizó con el papel de Virgil el piloto de la serie de NBC Ironside, una reedición de la serie homónima de 1967. Además formó parte del elenco estable de Law & Order: Special Victims Unit en sus temporada 14° y 15°.
En 2020 participa en la Serie Defender a Jacob, interpretando al fiscal Neal Logiudice.

## Vida personal
En 2007 contrajo matrimonio con Jessica Monty y tuvieron dos hijos. Se mudaron de Jeffersonville, Nueva York y luego a Los Ángeles, California en 2013. Se divorciaron en diciembre del 2013.

## Filmografía
| Año  | Título                                     | Papel                  | Notas                                     |
| ---- | ------------------------------------------ | ---------------------- | ----------------------------------------- |
| 2001 | Bubble Boy                                 | Todd                   |                                           |
| 2003 | The Mudge Boy                              | Brent                  |                                           |
| 2003 | A Painted House                            | Hank Spruill           | Película de televisión                    |
| 2004 | Trip Search                                |                        | Película de televisión (escena eliminada) |
| 2004 | The Manchurian Candidate                   | Eddie Ingram           |                                           |
| 2004 | Invitation to a Suicide                    | Kazimierz "Kaz" Malek  |                                           |
| 2005 | Lords of Dogtown                           | Stecyk                 |                                           |
| 2005 | Into the Fire                              | Sandy Manetti          | Película de televisión                    |
| 2006 | Jimmy Blue                                 | Jimmy                  | Corto                                     |
| 2008 | Quid Pro Quo                               | Brooster               |                                           |
| 2008 | Vicky Cristina Barcelona                   | Ben                    |                                           |
| 2008 | Nights in Rodanthe                         | Charlie Torrelson      |                                           |
| 2008 | Favorite Son                               | David Paxton           | También coproductor                       |
| 2009 | Breaking Upwards                           | Turner                 |                                           |
| 2009 | Tell-Tale                                  | Bernard Cochius        |                                           |
| 2010 | Happythankyoumoreplease                    | Charlie                |                                           |
| 2012 | Allegiance                                 | Teniente Alec Chambers |                                           |
| 2013 | Muhammad Ali's Greatest Fight              | Covert Becker          | Película de televisión                    |
| 2014 | Preservation                               | Sean Neary             |                                           |
| 2014 | Fort Bliss                                 | Staff Sergeant Donovan |                                           |
| 2014 | After                                      | Christian Valentino    |                                           |
| 2014 | The Dramatics                              | Bryan Macy             |                                           |
| 2016 | 13 Horas: Los soldados secretos de Bengasi | Kris "Tanto" Paronto   |                                           |
| 2018 | Den of Thieves                             | Ray Merrimen           |                                           |
| 2018 | Skyscraper                                 | Ben Gillespie          |                                           |
| 2018 | First Man                                  | Jim Lovell             |                                           |
| 2019 | The Devil Has a Name                       | Ezekiel                |                                           |
| 2020 | Lorelei                                    | Wayland                |                                           |
| 2022 | The King's Daughter                        | Dr. Labarthe           |                                           |

| Año             | Título                            | Papel                      | Notas                                                   |
| --------------- | --------------------------------- | -------------------------- | ------------------------------------------------------- |
| 2003            | The Wire                          | Nick Sobotka               | 13 episodios                                            |
| 2005            | Law & Order: Criminal Intent      | Ed Lang                    | Episodio: "The Unblinking Eye"                          |
| 2006            | Law & Order                       | Kevin Boatman              | Episodio: "America, Inc."                               |
| 2007            | Law & Order: Special Victims Unit | Dan Kozlowski              | Episodio: "Haystack"                                    |
| 2007            | The Black Donnellys               | Mitchell Carr              | Episodio: "When the Door Opens"                         |
| 2007            | Law & Order: Criminal Intent      | TJ Hawkins                 | Episodio: "Self-Made"                                   |
| 2008            | Dirt                              | Jason Konkey               | 3 episodios                                             |
| 2008            | Fear Itself                       | Mattingley                 | Episodio: "Eater"                                       |
| 2008            | Army Wives                        | Tim                        | 3 episodios                                             |
| 2008            | Life on Mars                      | Kim Trent                  | Episodio: "The Real Adventures of the Unreal Sam Tyler" |
| 2008            | Law & Order                       | Sean Hauser                | Episodio: "Rumble"                                      |
| 2009            | The Beast                         | Agente Delaney             | Episodio: "Capone"                                      |
| 2009            | Numbers                           | Tal Feigenbaum             | 2 episodios                                             |
| 2009            | It's Always Sunny in Philadelphia | Ricky Falcone              | Episodio: "A Very Sunny Christmas"                      |
| 2009            | Three Rivers                      | Nick                       | Episodio: "The Kindness of Strangers"                   |
| 2010            | Medium                            | Jeremy Kiernan             | Episodio: "An Everlasting Love"                         |
| 2011            | Lights Out                        | Johnny Leary               | Elenco principal; 13 episodios                          |
| 2011            | The Good Wife                     | Gregory Mars               | Episodio: "Ham Sandwich"                                |
| 2011–2012       | Weeds                             | Demetri Ravitch            | 8 episodios                                             |
| 2011–2012       | A Gifted Man                      | Anton Little Creek         | Elenco principal; 16 episodios                          |
| 2012            | Person of Interest                | Tommy Clay                 | Episodio: "Matsya Nyaya"                                |
| 2012            | Made in Jersey                    | Luke Aaronson              | Episodio piloto                                         |
| 2013            | White Collar                      | JB Bellmiere               | Episodio: "The Original"                                |
| 2013–2014       | Law & Order: Special Victims Unit | William Lewis              | 8 episodios                                             |
| 2013–2017; 2019 | Orange Is the New Black           | George "Pornstache" Mendez | 16 episodios                                            |
| 2013            | Ironside                          | Virgil                     | Elenco principal, 9 episodios                           |
| 2017–2020       | American Gods                     | Mad Sweeney                | Elenco principal, 8 episodios                           |
| 2020            | Defending Jacob                   | Neal Logiudice             | Elenco principal, 8 episodios                           |
| 2022-2024       | Halo                              | Jefe Maestro (John 117)    | Elenco principal, 9 episodios                           |
| 2022            | Candy                             | Alan Gore                  | Elenco principal, 5 episodios                           |

## Audiolibros
| Año  | Título          | Rol      |
| ---- | --------------- | -------- |
| 2009 | American Psycho | Narrador |